# دیوید امانوئل جک
سر دیوید امانوئل جک (انگلیسی: Sir David Emmanuel Jack؛ زادهٔ ۱۶ ژوئیهٔ ۱۹۱۸ – درگذشته ۱۸ ژوئیه ۱۹۹۸) سیاست‌مدار اهل سنت وینسنت و گرنادین‌ها بود.
دیوید امانوئل جک در ۱۸ ژوئیه ۱۹۹۸، در سن ۸۰ سالگی درگذشت.